# 葡萄牙桂樱
葡萄牙桂樱是蔷薇科李属常绿灌木或小乔木，原产葡萄牙、西班牙、法国西南部以及摩洛哥，在澳大利亚新南威尔士、美国加利福尼亚和俄勒冈等地归化。

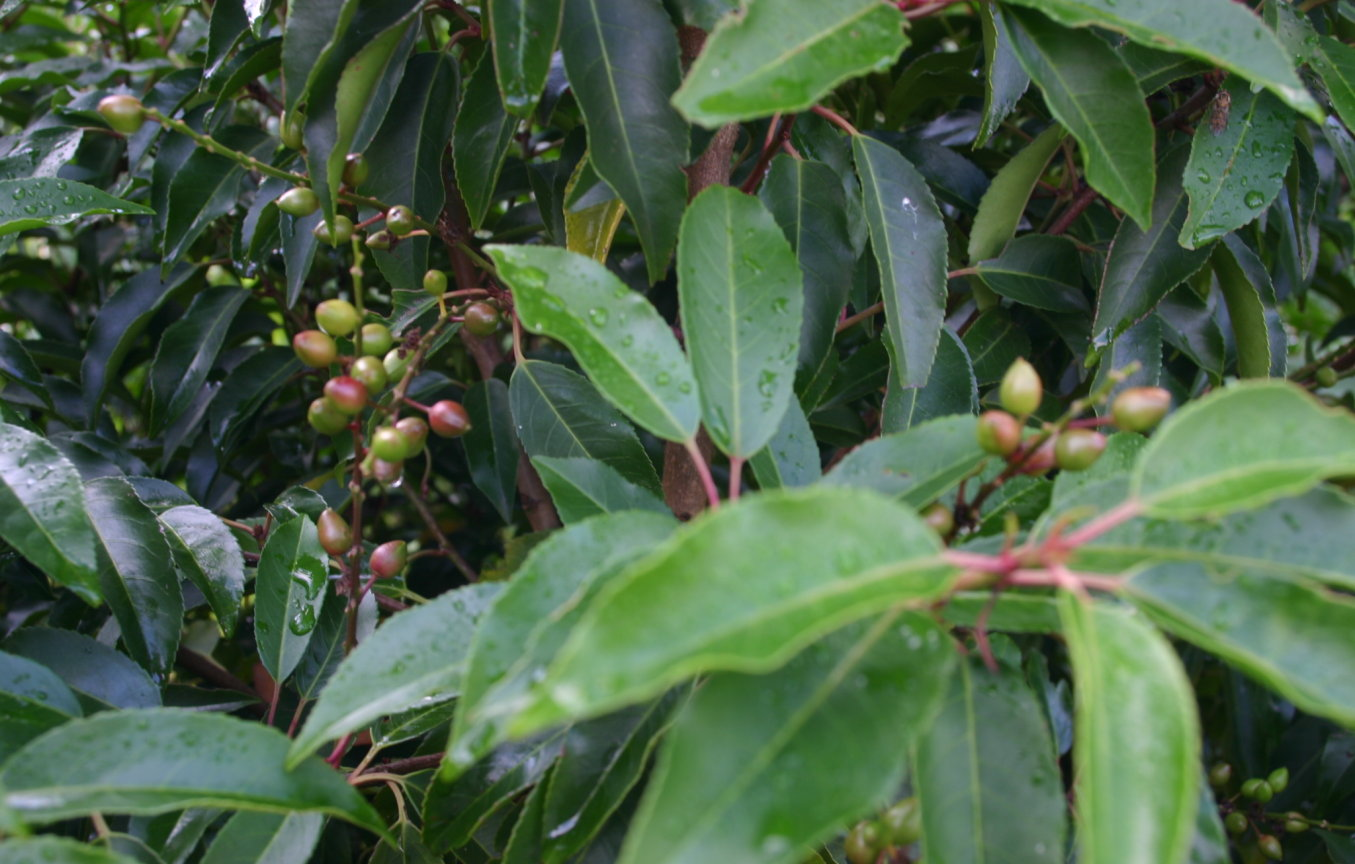
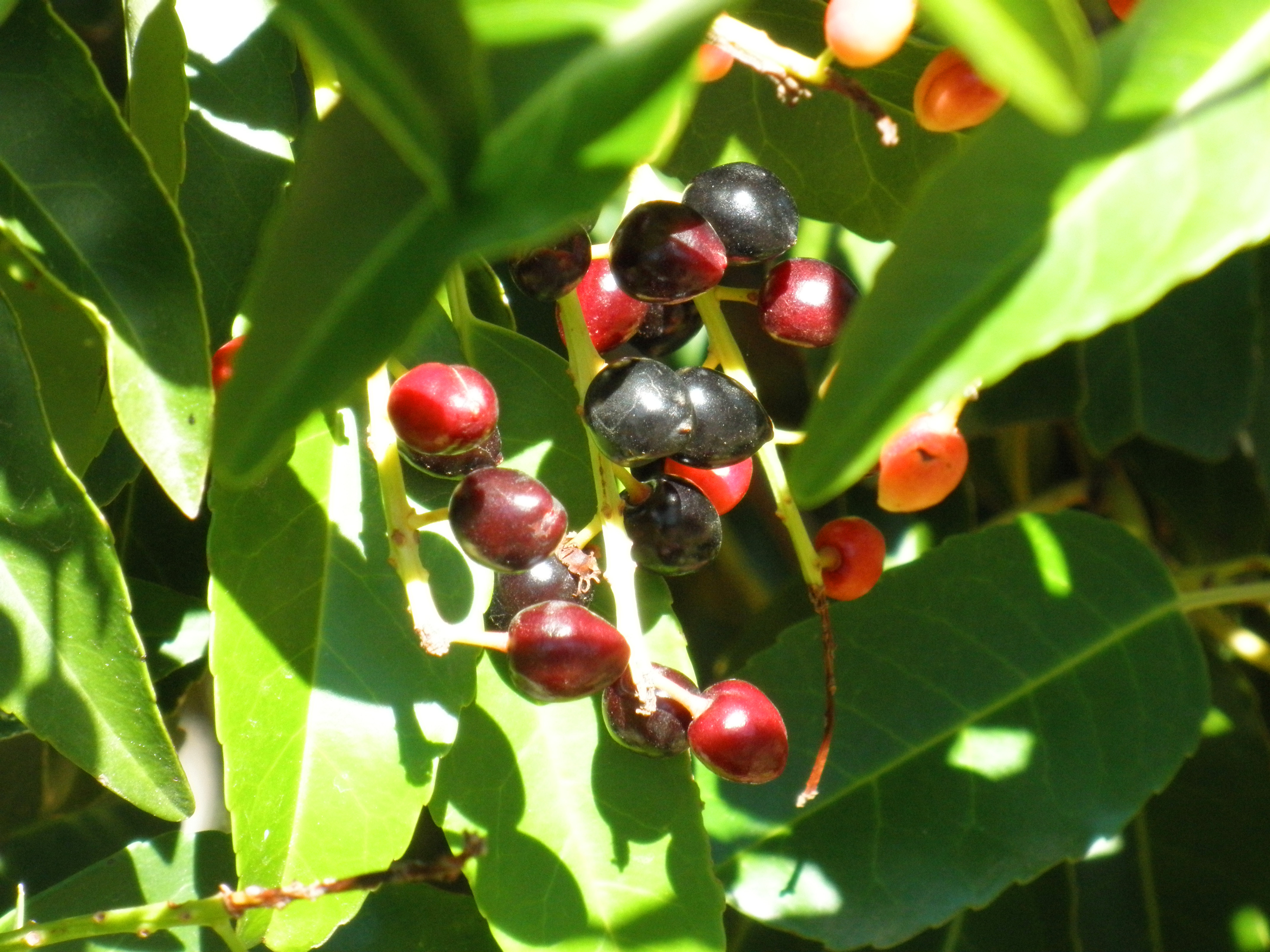